# 무스티에 문화
무스티에 문화(Mousterian)은 유럽의 중기 구석기시대 문화이다.
네안데르탈인이 출현하여, 악부(握斧), 돌칼이나 박편으로 만든 스크레이퍼·돌송곳·첨두기가 나타났다. 제3간빙기의 난(暖)무스티에기, 제4빙하기의 한(寒)무스티에기로 나눌 수 있다.
원시적인 골각기(骨角器)가 만들어지고, 불을 피우는 방법이 발견되었다. 유해는 의식적으로 매장하게 되었다. 유적은 동굴이 많아지고, 유럽, 서아시아, 자바, 남아프리카에 분포하며, 주요한 것은 프랑스의 르 무스티에 유적이다.

## 같이 보기
- 아슐 문화